# Église presbytérienne en Irlande
L'église presbytérienne en Irlande (en irlandais : Eaglais Phreispitéireach in Éirinn ; en scots d'Ulster : Prisbytairin Kirk in Airlann) est la plus grande communauté religieuse protestante d'Irlande du Nord et la seconde plus grande communauté religieuse après l'Église catholique. Elle compte 300 000 membres, concentrés en Irlande du Nord (96 %), mais présents également, en bien moins grand nombre, en Irlande.

## Histoire
Elle est fondée en 1610 par Jacques VI d'Écosse et Ier d'Angleterre et comprend aujourd'hui environ 550 églises locales. Elle fait partie de la Communion mondiale d'Églises réformées.

## Assemblée générale
L'assemblée générale de l'Église presbytérienne en Irlande est l'instance suprême de cette église. Formée de 1 300 délégués, elle se réunit une fois par an[réf. souhaitée].